# NGC 1537
NGC 1537 este o galaxie eliptică situată în constelația Eridanul. A fost descoperită în 18 noiembrie 1835 de către John Herschel. Se află la o distanță de 23,12 de megaparseci de Pământ.